# Вузькотіла златка вовчих ягід
Вузькотіла златка вовчих ягід (Agrilus integerrimus) — вид жуків роду вузькотіла златка (Agrilus) родини златок (Buprestidae). Він присутній у більшій частині Європи. Жуки (імаґо) додатково живляться листками вовчих ягід, пошкоджуючи до 5% листкової поверхні. Личинки розвиваються всередині пагонів.
В Україні знайдений у Закарпатській, Львівській, Івано-Франківській, Тернопільській областях. Літ жуків спостерігався від 20 травня до 15 серпня.  

## Зовнішні посилання
- Біоліб
- Fauna Europaea